# Campylotropis macrostyla
Campylotropis macrostyla är en ärtväxtart som först beskrevs av David Don, och fick sitt nu gällande namn av Friedrich Anton Wilhelm Miquel. Campylotropis macrostyla ingår i släktet Campylotropis och familjen ärtväxter. Inga underarter finns listade i Catalogue of Life.

## Bildgalleri

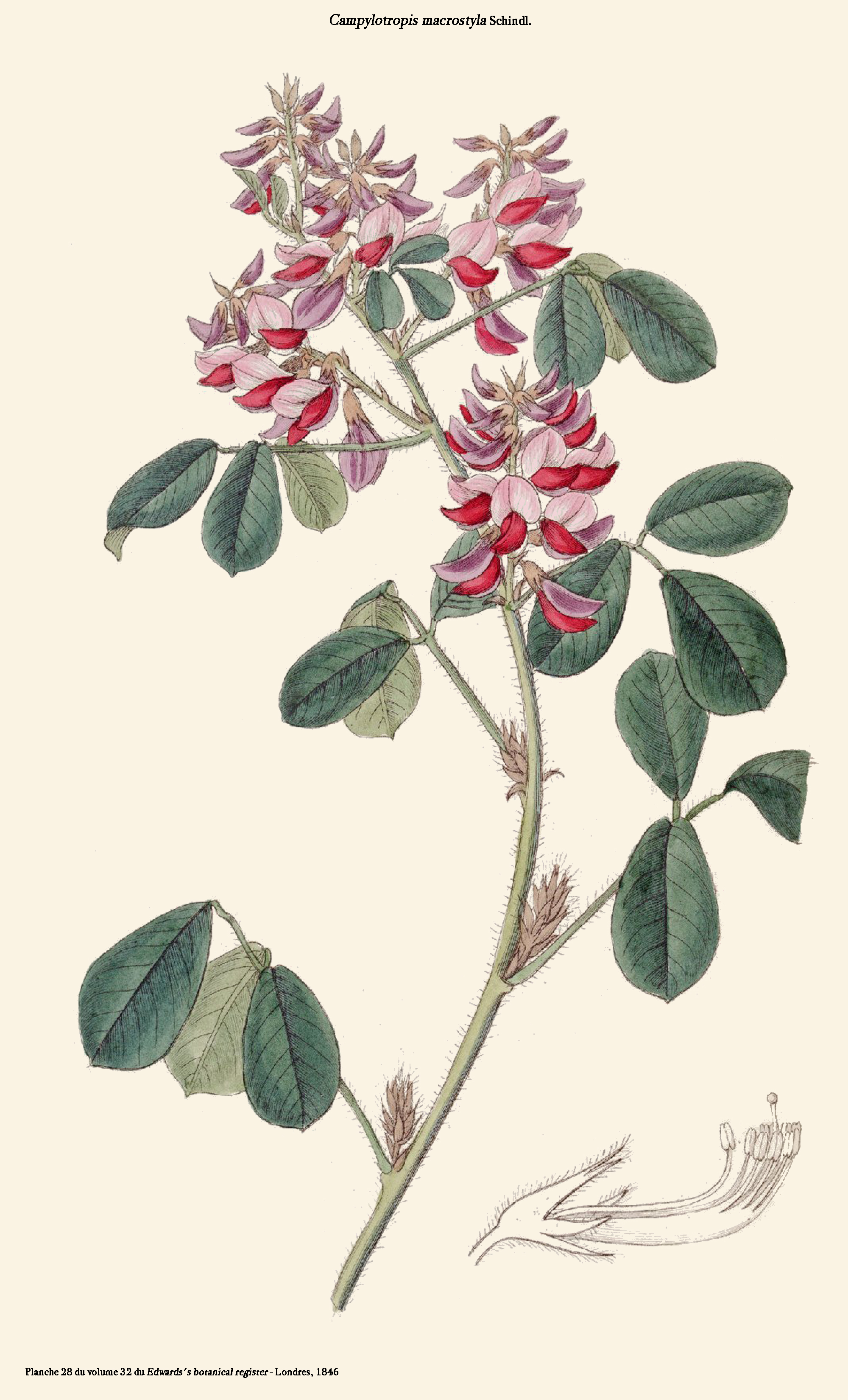